# Jocul (joc mental)
Jocul (sau The Game în engleză) este un joc mental în care participantul nu trebuie să se gândească la acel joc însăși. Jocul se bazează pe teoria procesului ironic, care afirmă că atunci când o persoană încearcă să nu se gândească la un anumit lucru, în mod ironic, șansele ca el să se gândească la lucrul respectiv cresc.

## Reguli
Jocul are trei reguli:
1. Jocul este jucat mereu de toată lumea, chiar dacă o persoană nu cunoaște că joacă Jocul. Așadar, nu poți să te retragi din joc, și nu este o activitate consimțită.
2. Un jucător pierde atunci când se gândește la Joc.
3. Când un jucător pierde Jocul, acest lucru trebuie anunțat (această regulă fiind singura care poate fi încălcată).

Există ambiguități cu privire la ce înseamnă a "se gândi la Joc"; spre exemplu, este lăsat la interpretarea fiecăruia dacă o persoană care nu știe despre Joc care întreabă "Ce este Jocul?" a pierdut sau nu Jocul.

## Finalizare
Regulile nu includ în mod normal o cale de a câștiga jocul, ci doar de a îl pierde. 
În unele variante exista condiții pentru a câștiga Jocul, precum un anunț făcut de Prim-ministrul Regatului Unit în care acesta spune că "Jocul s-a terminat".
Tot în unele variante există condiții cu privire la pierderea Jocului, adică o perioadă de grație care durează între 3 secunde și 30 de minute în care nu poți pierde Jocul și care intră în efect după ce un jucător pierde jocul.

## Strategii
În timp, unele obiecte, locuri, persoane sau acțiuni pot să fie asociate mintal cu Jocul, astfel încât un gând cu privire la ele să ducă la un gând cu privire la Joc.
Strategiile se bazează pe a-i face pe alții să piardă jocul. Acestea pot include bilete ascunse, tricouri și căni personalizate, sau anunțuri verbale, menite să atragă atenția asupra Jocului în același timp.